# Дунаєць (Стрийський район)
Ду́наєць — село в Україні, у Стрийському районі Львівської області. Населення становить 10 осіб. Орган місцевого самоврядування — Гніздичівська селищна рада.
У податковому реєстрі 1515 року в селі документується 5 ланів (близько 125 га) оброблюваної землі.